# José Sanfilippo
José Francisco „El Nene“ Sanfilippo (* 4. Mai 1935 in Buenos Aires) ist ein ehemaliger argentinischer Fußballspieler.

## Karriere

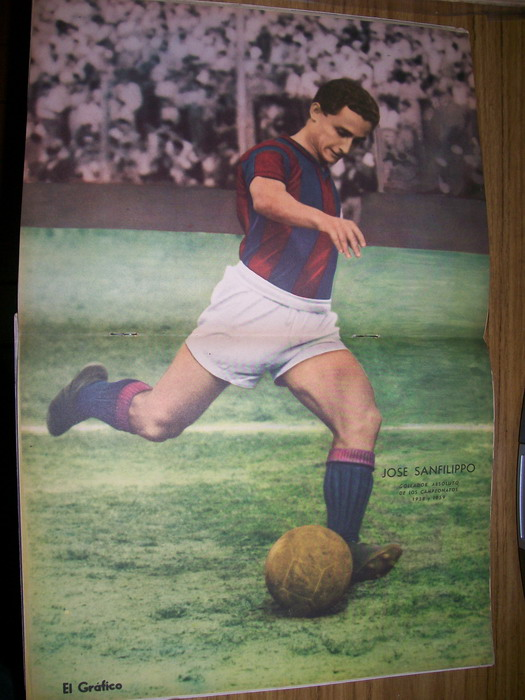
Bild von José Sanfilippo

José Sanfilippo begann seine Karriere beim Club Atlético San Lorenzo de Almagro in seiner Heimatstadt Buenos Aires. In Diensten dieser Mannschaft erzielte er in 260 Spielen 200 Tore. Er wurde in den Jahren 1958, 1959, 1960 und 1961 Toptorschütze der Primera División Argentiniens. 1960 erzielte er sogar die meisten Tore in allen südamerikanischen ersten Ligen. Nach neun Jahren bei San Lorenzo ging es für ihn weiter zu Boca Juniors, den Verein aus dem Armenviertel La Boca, der schon zahlreiche argentinische Topstars wie später unter anderem Diego Maradona hervorgebracht hatte. Doch in La Boca hielt es Sanfilippo nur ein Jahr.
Aufgrund disziplinarischer Probleme wurde der Vertrag aufgelöst. Im Mai 1964 schloss er sich Nacional Montevideo an und debütierte bei den „Bolsos“ im Rahmen der Europa-Tournee. Im Estadio Centenario lief er erstmals im Rahmen eines Freundschaftsspiels Nacionals gegen den Club Atlético Colón auf. Dabei beeindruckte er, indem er vier der fünf Treffer des uruguayischen Teams erzielte. In der Folgezeit bestritt er insgesamt 17 Partien und traf dabei 16-mal ins gegnerische Tor. Wenige Wochen nach seinem Debüt verletzte er sich am 25. Juli im Freundschaftsspiel gegen den brasilianischen Klub Vasco da Gama schwer. Er erlitt einen Schien- und Wadenbeinbruch. Am 17. Oktober 1965 feierte er beim 3:0-Sieg gegen Danubio als dreifacher Torschütze ein fulminantes Comeback. Im Rahmen der Uruguayischen Meisterschaft jenes Jahres traf er bei elf Einsätzen elfmal. Bis zum Ende seines Engagements im Jahre 1966 weist seine persönliche Bilanz bei den Montevideanern wettbewerbsübergreifend unter Einschluss von Freundschaftsspielen und der Europa-Tournee 29 Tore in 32 Spielen aus.
Anschließend verschlug es ihn zurück in die Heimat zu CA Banfield. Doch auch in Banfield wurde er nicht glücklich und ging wieder ins Ausland zu Bangu Atlético Clube nach Brasilien. Nachdem er ein Jahr dort geblieben war, wechselte er innerhalb Brasiliens zu EC Bahia, wo er immerhin drei Jahre blieb. In Bahia wurde er abermals Torschützenkönig einer Liga, als er in der Spielzeit 1969 in der Torneio Roberto Gomes Pedrosa, dem Vorgängerwettbewerb der heutigen brasilianischen Meisterschaft, 46 Treffer erzielte. Dann ging er noch einmal für ein Jahr zurück zu seinem Heimatverein CA San Lorenzo de Almagro und beendete seine Karriere 1972 mit 35 Jahren. Zuvor hatte er mit San Lorenzo den Meistertitel errungen. 1978 ließ er sich überreden, im Alter von 43 Jahren noch einmal in den Profifußball einzusteigen und spielte noch eine Saison beim Club Atlético San Miguel, ehe er seine Laufbahn endgültig beendete.
In der Nationalmannschaft Argentiniens spielte José Sanfilippo zwischen 1957 und 1962 insgesamt 29 Mal. In diesen 29 Länderspielen gelangen ihm 21 Tore. Sein erstes großes Turnier war die Weltmeisterschaft in Schweden 1958. Dort kam er aber nicht zum Einsatz und Argentinien scheiterte bereits in der Vorrunde. Vier Jahre später in Chile war für Argentinien und José Sanfilippo abermals bereits nach der Vorrunde Schluss. Sanfilippo gehörte diesmal zur Stammelf und kam in den ersten beiden Gruppenspielen zum Einsatz, wobei ihm beim 1:3 gegen England ein Treffer gelang. Nach der Weltmeisterschaft in Chile endete auch die Nationalmannschaftskarriere von José Sanfilippo nach 29 Einsätzen im Trikot der Gauchos.